# Ignaz Semmelweis

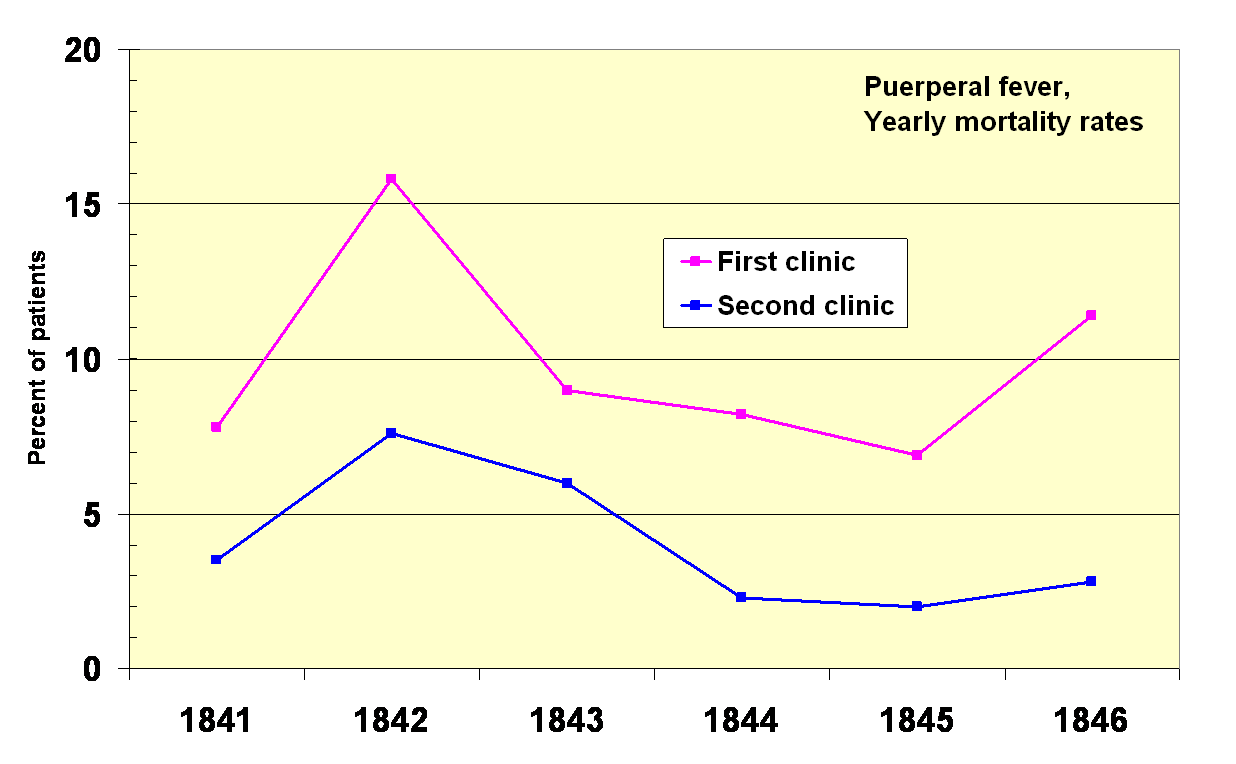
Kolor czerwony: śmiertelność położnic w klinice 1, kolor niebieski: śmiertelność położnic w klinice 2

Ignaz Philipp Semmelweis (węg. Ignác Fülöp Semmelweis) (ur. 1 lipca 1818 w Budzie, zm. 13 sierpnia 1865 w Döbling koło Wiednia) – lekarz pochodzący z rodziny węgierskich Niemców, który położył podwaliny pod nową gałąź medycyny – antyseptykę, która zajmuje się kwestią niszczenia drobnoustrojów poprzez odkażanie. Zastosowana przez niego dezynfekcja rąk przed badaniem kobiet po porodzie spowodowała radykalne zmniejszenie się wśród nich śmiertelności na gorączkę połogową, która wówczas była zmorą szpitali położniczych.

## Życiorys
Ignaz Semmelweis urodził się w Budzie 1 lipca 1818 r. jako piąte z dziesięciorga dzieci Josefa Semmelweisa i Theresii Müller. W 1829 r. rozpoczął naukę w Katolickim Gimnazjum w Budzie. Jesienią 1837 r. zaczął studiować prawo na Uniwersytecie Wiedeńskim, ale już w następnym roku porzucił te studia na rzecz medycyny. 21 maja 1844 r. uzyskał tytuł doktora medycyny, zaś w 1846 r. zdobył specjalizację w dziedzinie chirurgii i położnictwa. Niedługo potem został asystentem profesora Kleina w klinice położniczej działającej przy wiedeńskim szpitalu powszechnym. Brał udział w wydarzeniach określanych mianem Wiosny Ludów. Za udział w niej w 1849 r. został zwolniony ze stanowiska w klinice. Złożył podanie o stanowisko wykładowcy położnictwa na uniwersytecie, ale go nie otrzymał. Niedługo potem wygłosił udany wykład w Towarzystwie Medycznym w Wiedniu, zatytułowany „The Origin of Puerperal Fever”. Otrzymał wreszcie stanowisko wykładowcy położnictwa na Uniwersytecie w Zurychu, było ono jednak związane z ograniczeniami, które uważał za upokarzające. Opuścił Wiedeń i w 1850 roku wrócił do Pesztu. Tu został przyjęty serdecznie. W 1855 r. został wykładowcą teorii i praktyki położnictwa na Uniwersytecie Peszteńskim. Ożenił się z 18-letnią dziewczyną. Miał z nią pięcioro dzieci, dwoje z nich jednak zmarło w dzieciństwie.
Zapadł na chorobę psychiczną, na którą cierpiał, z powodu ataków lekarzy, którzy nie chcieli zaakceptować jego teorii dotyczącej sterylizacji narzędzi chirurgicznych i mycia rąk przed operacją lub odbiorem od kobiet porodu (skutkiem czego większość kobiet umierała w gorączce popołogowej). Stan jego zdrowia stale się pogarszał. 31 lipca trafił do szpitala psychiatrycznego w Wiedniu, gdzie zmarł 13 sierpnia 1865 r. z powodu tych samych bakterii, z którymi walczył. Przyczyną śmierci była zakażona rana, która mogła powstać w wyniku walki.

## Praca zawodowa
Gdy pracował w klinice w Wiedniu, do jego obowiązków należało m.in. badanie pacjentów przed obchodami profesora Kleina i nadzór nad porodami. Semmelweisa martwiła wysoka umieralność kobiet przy porodach. W wiedeńskim szpitalu były dwie kliniki położnicze; jedna dla studentów medycyny, druga dla studentek położnictwa. W pierwszej odsetek zgonów wśród matek z powodu gorączki połogowej wynosił średnio 10%, w drugiej 4%. Ten fakt był znany poza szpitalem i kobiety błagały, by przyjąć je na poród do drugiej kliniki. W obydwu przyjmowano do porodu bezpłatnie. Kobiety bogatsze rodziły wówczas w domu i ich śmiertelność poporodowa była znacznie mniejsza. Niektóre kobiety wolały rodzić na ulicy – i ich śmiertelność również była dużo mniejsza niż w szpitalu. Semmelweisa bardzo to martwiło. Pisał: to uczyniło mnie tak nieszczęśliwym, że życie wydawało się bezwartościowe. Udało mu się wreszcie ustalić przyczynę dużo większej śmiertelności w pierwszej klinice. Przełomem w jego życiu prywatnym i naukowym była śmierć jego najlepszego przyjaciela Jacoba Kolletschki (1847 r.), który podczas przeprowadzania sekcji zwłok został przypadkowo zraniony skalpelem przez jednego ze swoich uczniów i zmarł na skutek zakażenia. Semmelweis zauważył, że identyczne objawy obserwuje się u ofiar gorączki połogowej. To natchnęło go myślą, że zakażenie przenosi się z kobiet, które zmarły na gorączkę połogową, na zdrowe kobiety poprzez ręce lekarzy i studentów, którzy dokonywali sekcji, a następnie, nie myjąc rąk, badali pacjentki i odbierali poród. W związku ze swoimi ustaleniami w maju 1848 r. Ignaz Semmelweis zalecił lekarzom, studentom i personelowi pierwszej kliniki stosowanie roztworu podchlorynu wapnia do mycia rąk przed wykonywaniem badań i zabiegów. Efekty okazały się pomyślne. W kwietniu 1848 r. odsetek zgonów z powodu gorączki połogowej w klinice pierwszej wynosił 18,3%, w czerwcu tegoż roku – zatem już po wprowadzeniu obowiązku mycia rąk – spadł do 2,2%, w lipcu wyniósł 1,27%, a w styczniu i lutym roku następnego po raz pierwszy na oddziale nie zmarła żadna kobieta.
Nie wszystko szło jednak tak prosto. Z początkiem października 1847 r. gorączka połogowa w klinice rozszalała się na nowo, mimo że lekarze i studenci przed wejściem na salę myli ręce. Lekarze niechętni tej procedurze zatriumfowali. Semmelweis zauważył jednak, że jedna z kobiet cierpi na ropiejący nowotwór macicy. Lekarze po jej zbadaniu przystępowali do oględzin kolejnych kobiet. Semmelweis przekonał się, że gorączkę połogową wywoływać może nie tylko „trupi jad” z prosektorium, ale również zarazki przenoszone od osób żywych. Po tym odkryciu nakazał mycie rąk i przyrządów medycznych przed przystąpieniem do każdego badania. To już tak nie spodobało się studentom i personelowi, że udali się ze skargą do jego przełożonego – profesora Kleina. Ten był niezadowolony z ustaleń Semmelweisa, gdyż podważały one jego własne teorie dotyczące przyczyn gorączki połogowej. Tak więc 20 marca 1849 r. Semmelweis zadecydował, że nie będzie dalej pracował w wiedeńskim szpitalu powszechnym, i w październiku 1850 r. powrócił w rodzinne strony.
Ignaz Semmelweis był autorem dwóch ważnych prac z dziedziny położnictwa. W 1858 r. na łamach założonego przez jego przyjaciela Lajosa Markusovszkiego „Dziennika Medycznego” ukazał się jego artykuł zatytułowany Etiologia gorączki połogowej. W 1861 r. w Wiedniu opublikował po niemiecku pracę pod tytułem Die Ätiologie, der Begriff und die Prophylaxis des Kindbettfiebers (Etiologia, pojęcie i profilaktyka gorączki połogowej). Szczególnie ta druga publikacja spotkała się w środowisku lekarzy z dużym rozgłosem, głównie jednak negatywnym. Jeden z niemieckich lekarzy powiedział, że mycie rąk nie może zaszkodzić, ale lepiej jest dać chorej na przeczyszczenie lub wykonać upust krwi.
Semmelweis uzyskał praktyczne wyniki – radykalne zmniejszenie śmiertelności kobiet po porodzie. Nie potrafił jednak precyzyjnie wyjaśnić mechanizmu zakażenia, w jego czasach bowiem nie znano jeszcze patogenności bakterii i wirusów. Jego teoria nie znalazła więc uznania w środowiskach lekarskich. Podchwycił ją dopiero w 1877 r., a więc już po śmierci Semmelweisa, angielski chirurg Joseph Lister, wprowadzając w szpitalach, w których pracował, dezynfekcję rąk i narzędzi chirurgicznych kwasem karbolowym. Lekarzom nie podobały się zalecane przez Semmelweisa metody odkażania rąk, a szczególnie jego stwierdzenie, że przenosicielami gorączki połogowej kobiet są lekarze i studenci, którzy bezpośrednio po sekcji zwłok kobiet na nią zmarłych, nie myjąc rąk, przechodzą do odbierania porodów. W 1858 r. na wielkim kongresie ginekologii w Paryżu przewodniczący M. Dubois zdyskredytował prace Semmelweisa, stwierdzając: niewykluczone, że są one oparte na jakichś pożytecznych założeniach, ale poprawne ich wykonanie jest związane z takimi trudnościami, że bardzo problematyczne korzyści nie usprawiedliwiają ich stosowania. Po atakach lekarzy odrzucających jego zalecenia, Semmelweis, nie przebierając w słowach, nazwał ich mordercami kobiet i rozlepiał plakaty z napisem: Ojcze, kiedy wzywasz lekarza albo położną, wzywasz śmierć...